# 南条町 (丸亀市)
南条町（なんじょうまち）は、香川県丸亀市の町丁。郵便番号は763-0046。

## 地理
丸亀駅の南西、丸亀城の北西に位置する。金毘羅街道が町の中央を南北に通っている。かつては南条町の東端部を丸亀城の外堀が通っていた。

### 隣接する町丁
- 塩飽町
- 幸町
- 西本町
- 中府町
- 本町

## 歴史

### 丸亀城下の成立

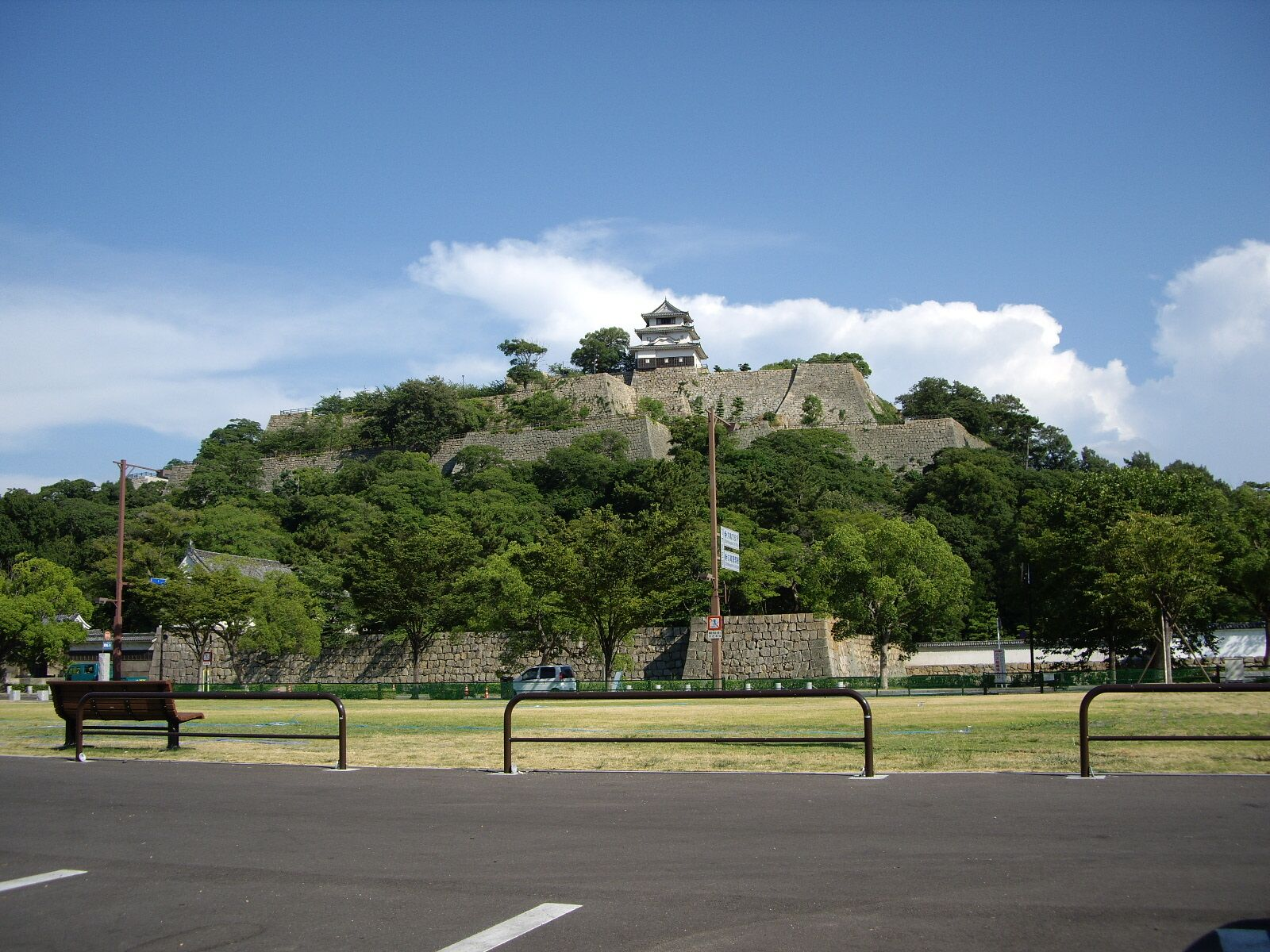
丸亀城

近世には丸亀平野北部の亀山に丸亀城が築かれ、瀬戸内海に面する北側に城下町が形成された。丸亀城の北西、城下の西端に上下の南条町が位置していた。
天正15年（1587年）8月、豊臣秀吉の許しを得て生駒正親が讃岐国の領主として生駒氏入封なる。生駒氏時代の慶長6年（1601年）にはまず御供所町・北平山町・西平山町などが形成され、生駒氏の時代に町割りとして上南条町と下南条町も形成された。その後、寛永18年（1641年）9月、丸亀藩の前身である西讃岐領主として山崎家治入封し丸亀藩の地政学的な基盤が整う。万治元年（1658年）2月、京極高次が、将軍家綱より丸亀城と5万石に加え播州龍野領内1万石の領地を約束され、同年5月5日に丸亀城に入場し京極氏入封となる。京極氏入封直後の戸口は、上南条町が家数38、人数397であり、下南条町が家数45、人数405である。山崎氏・京極氏の時代に複数の寺が建立されており、法音寺、宗泉寺、寿覚院、玄要寺、本照寺がある。
万治年間（1658年-1661年）に描かれた城下図には、上下の南条町の部分に寺屋敷が記されている。一方で北平山町にも寺屋敷が配されており、丸亀城下は東西（西は上下の南条町、東は北平山町）に寺町を有していた。江戸時代後期の丸亀城下は金刀比羅宮参詣客でにぎわい、湊から上陸した参詣客は、南条町や農人町の通りから中府門を通って金毘羅街道に入った。

### 下南条町(-1878)

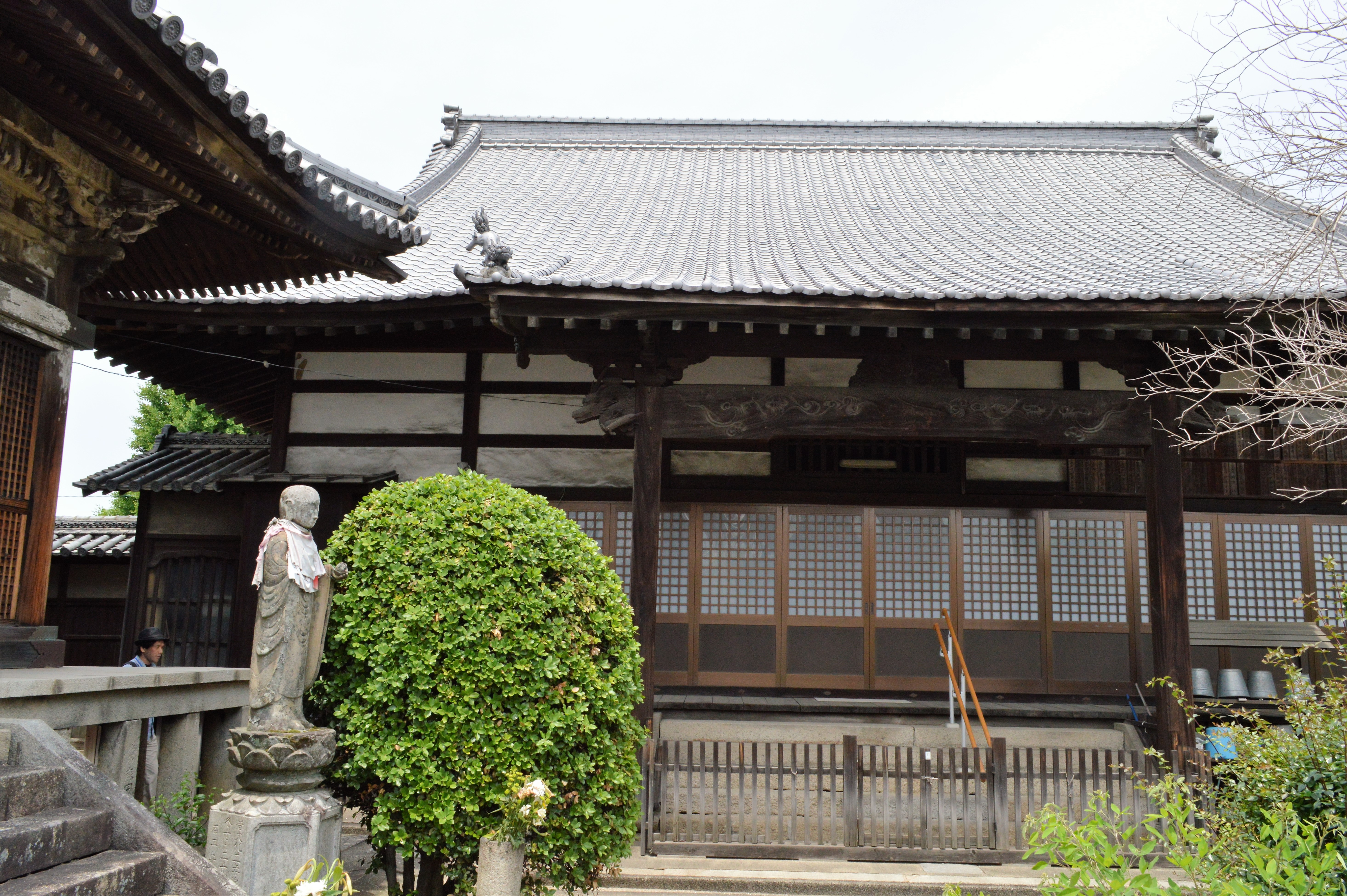
寿覚院

北側には下南条町が、南側には上南条町が位置し、それぞれの中央部を金毘羅街道が貫いていた。下南条町は商業地として発展し、西側の広い区域を寺院が占めている。下南条町の北川は横町、東側は塩飽町、南側は上南条町であり、西側は那珂郡地方村であった。上下の南条町はいずれも古町と総称される町のひとつであり、生駒氏時代に成立したとされる。
『丸亀市史』によると、生駒氏が丸亀城下を建設した際、阿野郡南条（現・綾歌郡綾上町）から住民を移住させたという。万治年間に描かれた城下図では通りの西側が寺屋敷となっており、寿覚院、宗泉寺、本照寺、法音寺が描かれている。法音寺には歌人の井上通女の墓所がある。
『西讃府志』によると、戸数は94戸、人口は260人（調査時期不明）。1871年（明治4年）時点の面積は4,670坪余だった。明治初期には宗泉寺内に南条小学校が置かれたが、後に浜町の亀湾小学校に吸収された。1884年（明治17年）には高松市にあった芝居小屋「旭座」を修築して、法音寺の東側に芝居小屋「戎座」が建てられた。「戎座」の初演は二代目 中村雀右衛門と實川延三郎一座の金毘羅利生記。戎座は、その後1924年（大正13年）まで存続したことが確認されている。

### 上南条町(-1878)
上南条町の東側は外堀であり、外堀を挟んで一番丁・二番丁があった。西側と南側は外堀と水路であり、それらを挟んで那珂郡地方村と農人町があった。上南条町から農人町におよぶ広い範囲に玄要寺があった。南北の通りの南端部には、明和元年（1764年）には南条町と農人町の講中で建立された常夜灯がある。『西讃府志』によると、戸数は72戸、人口は238人（調査時期不明）。1872年（明治5年）には玄要寺に丸亀郷校の分校が置かれ、学制発布後には第三小学校となったが、後に宗泉寺に移って南条小学校となった。

### 南条町(1878-)
1878年（明治11年）には下南条町と上南条町が合併して南条町が成立した。丸亀町（町村制施行前）の中の1町となり、1885年（明治18年）まで西組に所属した。寺院が多かったこともあって、明治初期には丸亀小学校分校や那珂郡多度共立亀山中学校が置かれた。1888年（明治21年）の戸数は144戸、人口は547人（うち旧士族12人）であり、職業別では商業283人、工業18人、雑業246人だった。1890年（明治23年）の町村制施行によって那珂郡丸亀町が成立すると、南条町は丸亀町の中の1町となった。1899年（明治32年）には丸亀町が市制施行して丸亀市となり、丸亀市南条町となっている。
1915年（大正4年）には丸亀市役所が浜町から南条町に移転し、寿覚院に仮庁舎が置かれた。1940年（昭和15年）に戎座の跡地あたりに丸亀郵便局電話分室が置かれた。後に、丸亀電話局となる。　丸亀電話局は戦後に丸亀電報電話局となりさらにその後、丸亀市二番丁（大手町）に移転した。南条町の電話局跡地の建物は現在もテナントビルとして活用されている。昭和40年代には国鉄丸亀駅と国道11号（現在の香川県道33号高松善通寺線）をつなぐ道路が完成した。1950年（昭和25年）と1951年（昭和26年）には那珂郡地方町の一部を編入している。1952年（昭和27年）の世帯数は162戸、人口は628人である。1980年（昭和55年）には西本町と幸町の一部を、1981年（昭和56年）には城西町の一部を編入している。1981年の世帯数は107戸、人口は299人である。

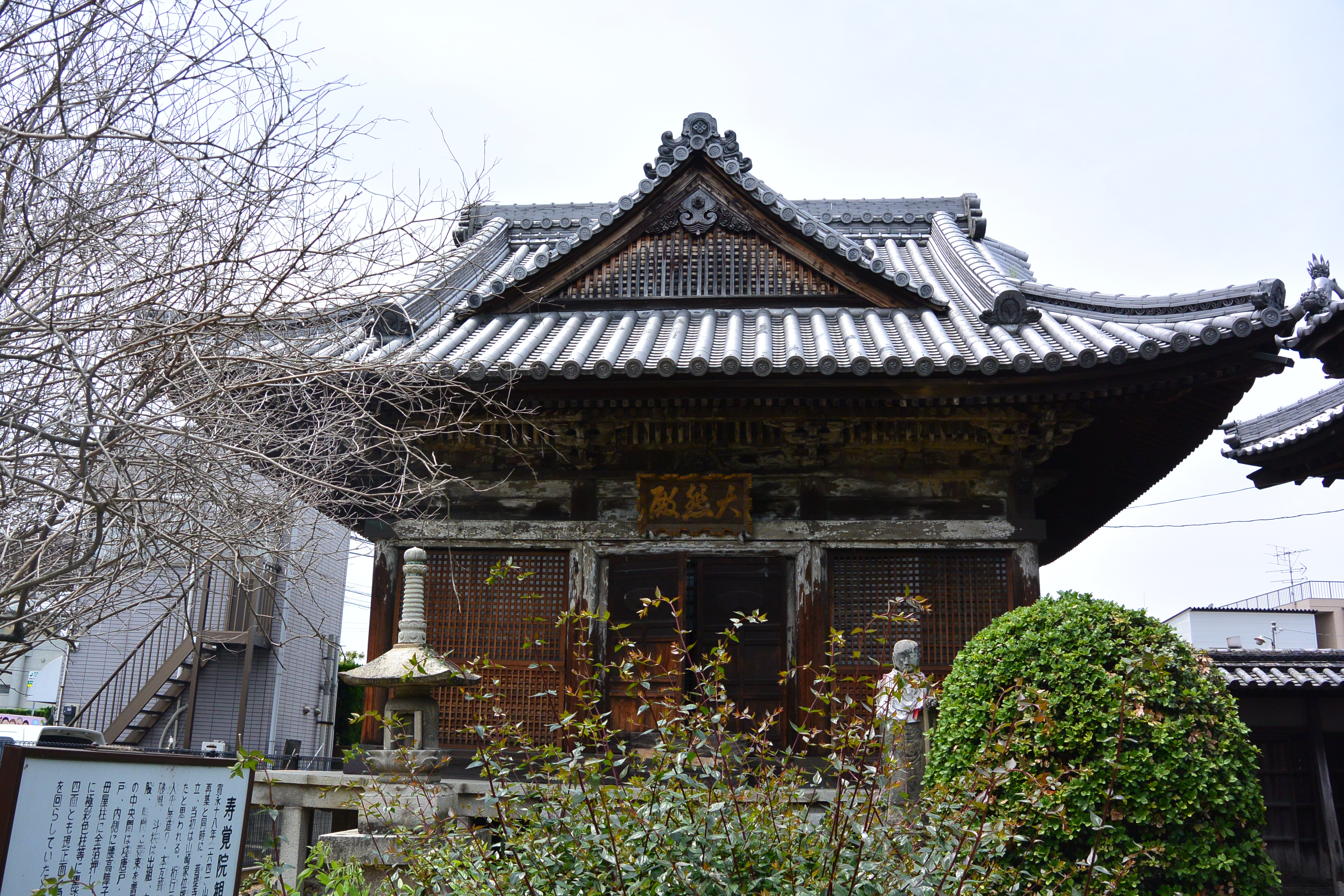
寿覚院の観音堂
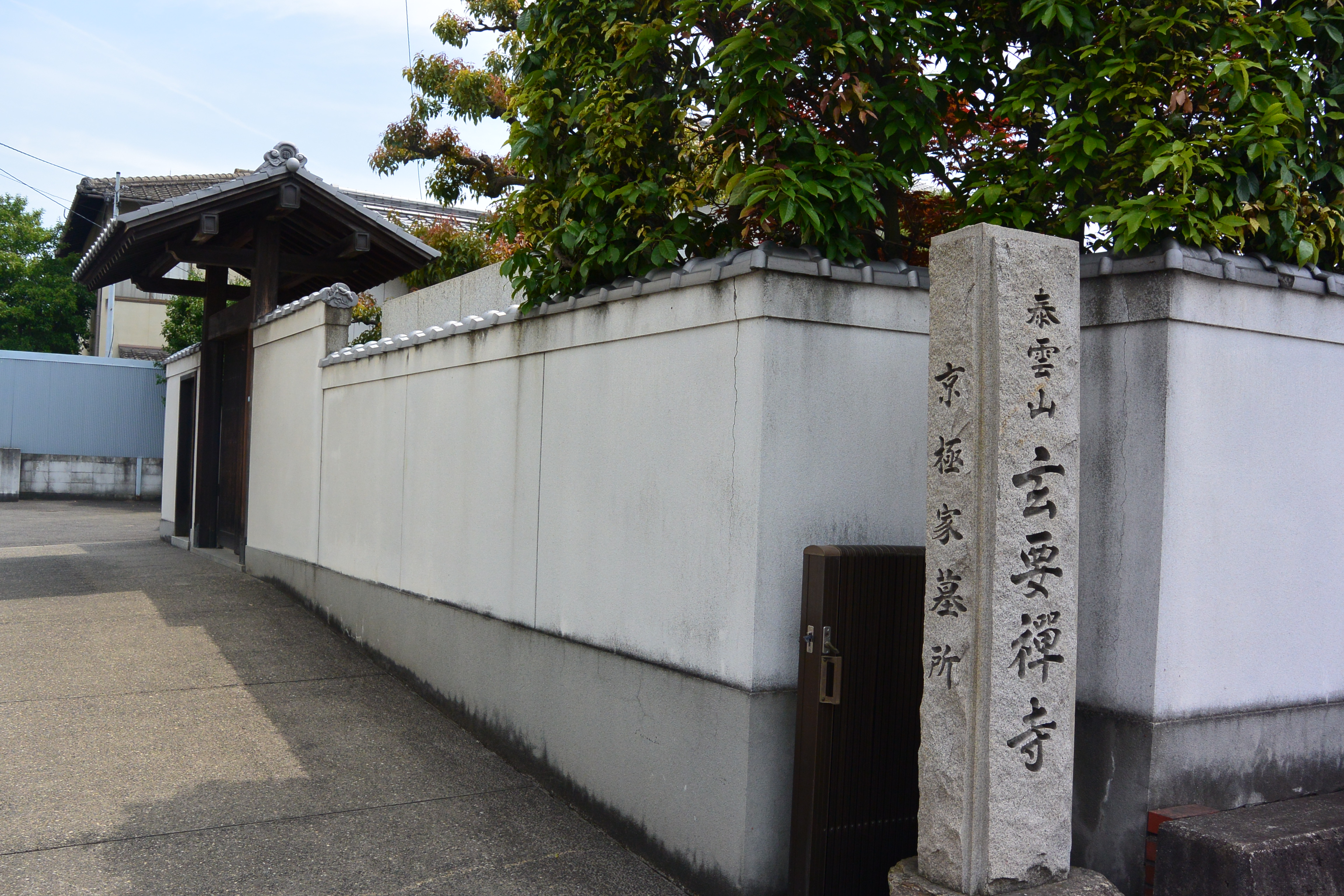
京極氏の菩提寺であった玄要寺
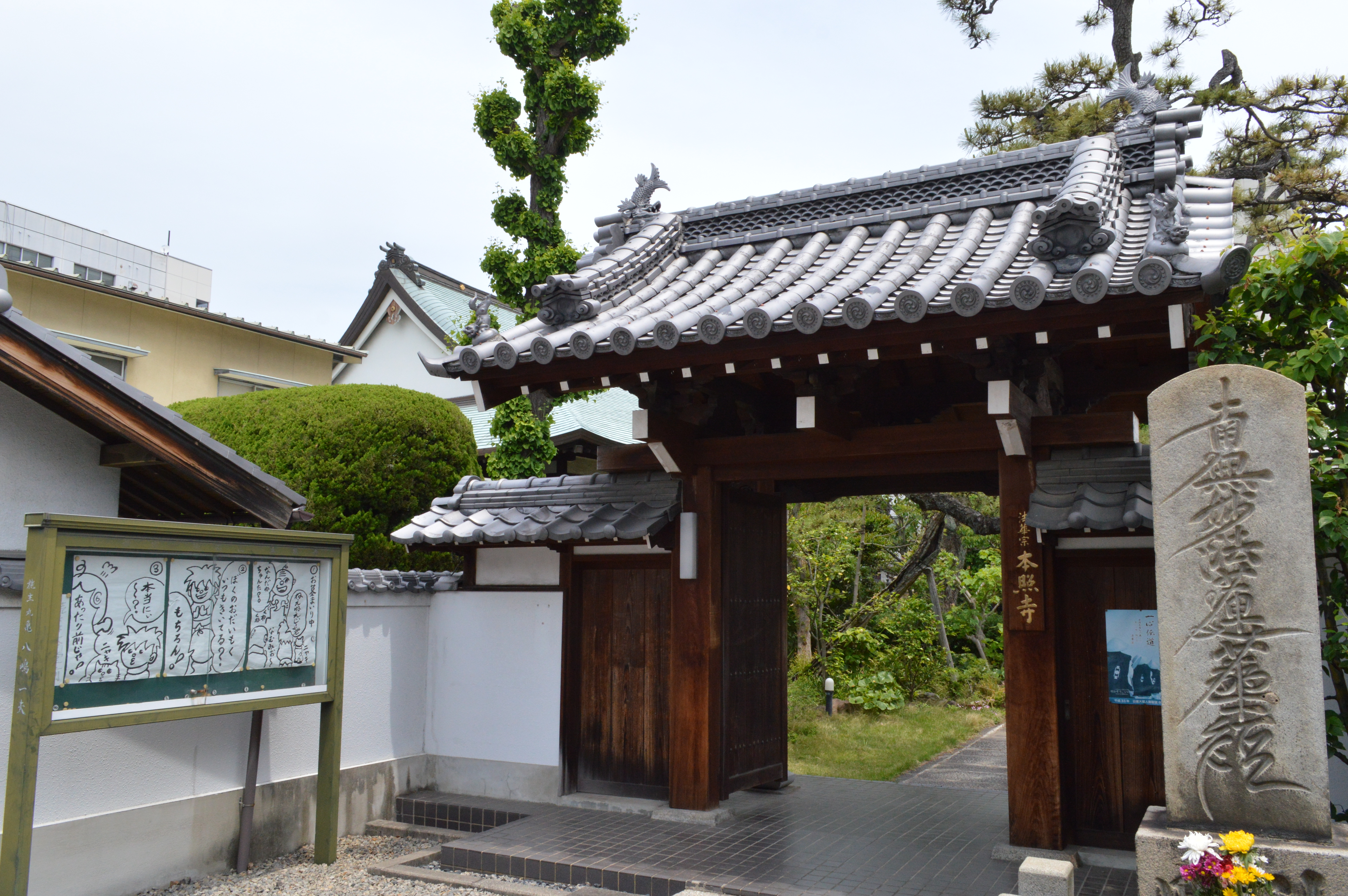
本照寺
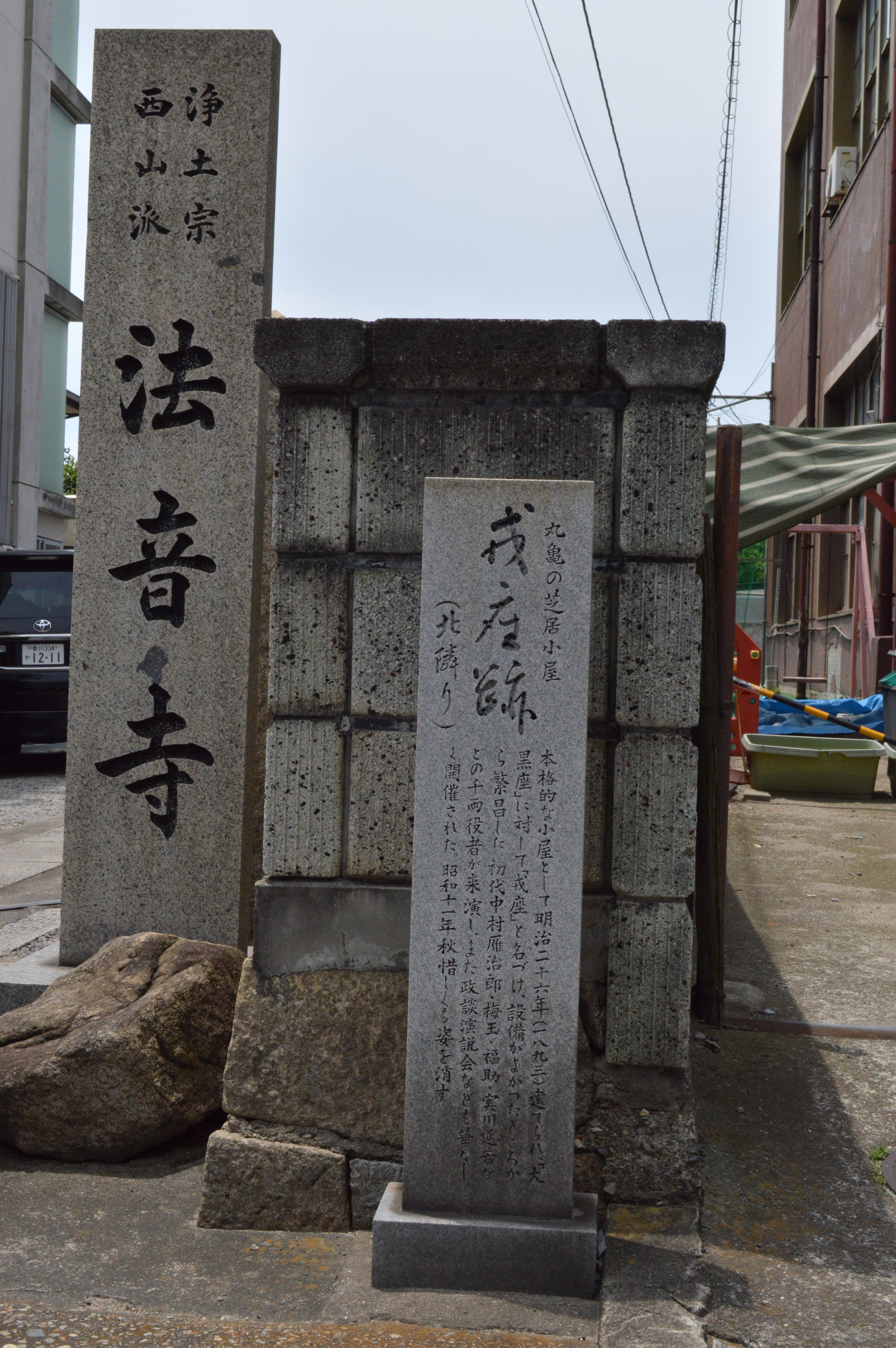
法音寺と戎座跡

## 施設
- 城乾コミュニティーセンター
- 丸亀市立西幼稚園